# Rabbit est riche
Rabbit est riche (titre original en anglais Rabbit Is Rich) est un roman de l'écrivain américain John Updike publié originellement le 12 septembre 1981 aux États-Unis et en français le 3 novembre 1983 aux éditions Gallimard. Il constitue le troisième volume du cycle Rabbit mettant en scène la vie du personnage Harry « Rabbit » Angstrom.
Ce roman a obtenu le National Book Critics Circle Award de la fiction en 1981 ainsi que le Prix Pulitzer de la fiction et le National Book Award de la fiction en 1982.

## Écriture du roman
John Updike débute à Georgetown l'écriture du troisième tome en 1979 et complète la première version le 19 avril 1980. Cependant, l'élaboration de la version dactylographiée pour l'éditeur prend plus de temps que prévu et n'est finie seulement que le 23 novembre 1980. L'écriture de ce volume, qu'Updike considère comme le plus joyeux, est en partie marquée par ses nouvelles conditions de vie (remariage, nouvelle ville). Il a par ailleurs considéré un temps faire évoluer la famille Angstrom dans la campagne pennsylvanienne et a pensé intituler ce volume Rural Rabbit avant d'attribuer ces caractéristiques au seul personnage de Ruth.

## Résumé
Après la mort de son beau-père Fred Springer, Rabbit Angstrom est devenu la quarantaine passée le directeur de la concession automobile Springer Toyota de celui-ci. À l'été 1979, à 46 ans, il vit avec sa femme chez sa belle-mère, Bessie, avec laquelle ils partagent depuis dix ans un quotidien paisible d'une famille de la classe moyenne américaine : Rabbit et Janice se sont embourgeoisés, passent leurs loisirs au Flying Eagle Country Club de Brewer, lui à jouer au golf avec ses amis, elle au tennis avec leurs épouses, se réunissant autour de la piscine pour boire divers breuvages alcoolisés. Rabbit gagne désormais bien sa vie et s'est élevé dans l'échelle sociale, réalisant de bons bénéfices sur la vente des automobiles japonaises à un moment où les États-Unis, sous l'administration Carter, vivent le second choc pétrolier et la dévaluation du dollar face au yen. L'argent est devenu l'autre moteur central de sa vie. Un jour, un jeune homme habitant la campagne environnante vient accompagné de son amie pour s'informer de manière étrange sur les différents modèles de voiture. La jeune femme semble tout à la fois défiante et curieuse. Rabbit est soudainement persuadé que cette jeune femme, qui ne donne pas son nom mais dont il reconnaît les traits et dit venir de la ville de Galilée, est l'enfant qu'il a eu 20 ans auparavant avec Ruth lors d'une période troublée de sa vie et qu'il avait abandonnée. Il est conforté en cela par la rencontre qu'il avait faite par hasard 12 ans plus tôt avec Ruth lors de laquelle il avait appris que celle-ci s'était mariée et avait eu trois enfants qu'elle élevait dans cette même ville située à quelques kilomètres de Brewer. Il n'ose aller plus loin ou poser des questions mais vit désormais avec la certitude de cette nouvelle paternité, ce qui lui procure une certaine joie.

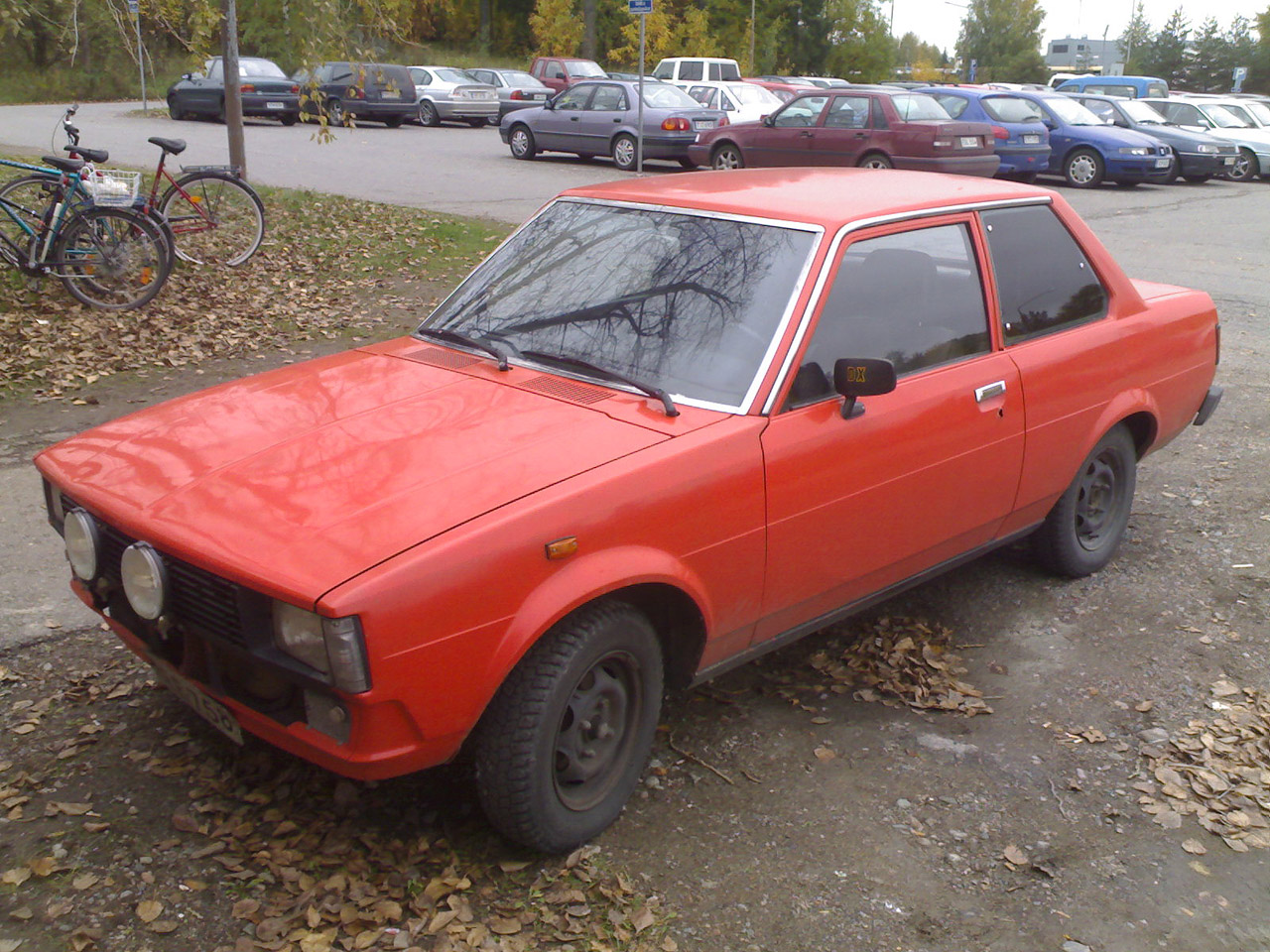
La voiture de Rabbit, une Toyota Corolla de 1980

Au même moment, son fils Nelson rentre taciturne et hostile, pour passer quelques jours dans la maison familiale lors des vacances d'été avant de repartir finir sa dernière année pour l'obtention de son Bachelor of Arts de géographie de la Kent State University dans l'Ohio. Il est accompagné d'une amie, Melanie, avec laquelle il ne semble pas très proche. Après quelques jours, il annonce à son père qu'il ne souhaite pas finir ses études et qu'il voudrait occuper un poste dans la concession ; ce à quoi Rabbit s'oppose formellement, ne voulant pas avoir auprès de lui son fils avec lequel il s'entend très mal et qu'il juge bon à rien. De plus, engager Nelson obligerait Rabbit à renvoyer un autre employé, en l'occurrence Charlie Stavros qui est devenu un ami et est depuis vingt ans un pilier de la concession. Une mauvaise ambiance s'installe dans la maison et Rabbit sent que sa femme et sa belle-mère lui cachent quelque chose et complotent dans son dos. Tous trois passent l'été dans le chalet familial, laissant la maison aux deux jeunes gens. Nelson, auquel son père a fini par confier un petit job d'été dans la concession, entame alors une relation superficielle avec Melanie qui elle-même est courtisée avec succès par Charlie Stavros, inaltérable séducteur grec. À leur retour, Nelson annonce à son père que Melanie est retournée au collège. Il lui demande de venir avec lui à la concession afin de lui montrer l'une de ses idées. À la stupeur de Rabbit, Nelson a acheté à un prix élevé trois voitures branchées de sport car il croit en un potentiel marché sur ce secteur de l'occasion. Rabbit, furieux, lui intime l'ordre de cesser ce qu'il considère être des séries d'erreurs successives et coûteuses pour lui, et lui demande de retourner au collège. Nelson, vexé et humilié, fracasse deux voitures l'une contre l'autre, laissant son père stupéfait.
Quelque temps plus tard, Nelson convie sa petite amie officielle Teresa, dite « Pru » pour Prudence, dans la maison familiale. Au premier coup d'œil Rabbit se rend compte que celle-ci est enceinte de quelques mois, et comprend enfin ce qui lui avait été caché par toutes les femmes qui l'entoure. Pru souhaite garder l'enfant et Nelson n'y est pas opposé, sans toutefois manifester de grands sentiments pour la jeune femme. Cette décision implique notamment de célébrer au plus vite un mariage pour normaliser la situation dans le contexte puritain de la société américaine. Un grand sentiment de tristesse et de compassion envahit Rabbit qui voit se rejouer avec son fils la situation qu'il a lui-même vécu à plusieurs reprises dans sa vie personnelle. Il propose à Nelson d'assurer matériellement toutes les options pour ne pas garder l'enfant. Devant le refus de son fils et en particulier la pression de Janice et de sa mère, qui toutes deux possèdent des parts dans la concession familiale, Rabbit se trouve dans l'obligation de devoir lui proposer un travail à ses côtés. Contrairement aux expectatives de Rabbit, les coupés de Nelson se vendent bien mais celui-ci continu à traîner son mal-être. Il sort le soir, fume et boit, entraînant Pru à sa suite. Un soir de fête, après avoir rencontré par hasard chez des amis communs la jeune femme de Galilée pour laquelle il ressent une certaine attirance, il part violemment furieux de la soirée en tirant derrière lui Pru qui en se dégageant se tord une cheville dans les escaliers de secours dépourvus de garde-corps et fait une chute de deux étages. Transportée à l'hôpital où Janice avait accouché de la petite Beckie, décédée à l'âge de quelques mois, Pru s'en tire miraculeusement avec un bras cassé mais sans conséquence apparente pour l'enfant qu'elle porte.
Rabbit et Janice prennent finalement pour la première fois de leur vie des vacances pour eux seuls, au plein cœur de l'hiver, grâce à la spéculation qu'il a fait sur le cours de l'or des Krugerrands. Ils partent pour les Caraïbes avec deux couples d'amis du club qu'ils fréquentent quasiment quotidiennement. Leur semaine se passe dans un ressort américain entre plage, piscine, et cocktails. Rabbit est particulièrement attiré par Cindy, la jeune épouse de Webb, sur laquelle il fantasme depuis des mois. Le soleil, le dépaysement, l'alcool, entraînent un soir les femmes à engager la conversation sur le terrain de l'échangisme. Webb, qui est le plus âgé et a vécu deux mariages et de nombreuses liaisons, conclut que cela doit être pleinement admis par l'ensemble des partenaires et ne pas s'immiscer dans leur quotidien de retour en Pennsylvanie. Rabbit ne répond pas, voyant enfin la possibilité d'avoir cette relation qu'il souhaite avec Cindy. Les trois couples rentrent vers leurs bungalows respectifs et au moment de la séparation chaque femme prend le poignet d'un homme qui n'est pas son mari. Rabbit est entraîné par Thelma, la femme de Ronnie Harrison, ancien rival du lycée devenu depuis l'un de ses plus proche ami. Frustré par cette issue qui n'était pas celle espérée, il se laisse toutefois faire, avant que Thelma le soulage en lui annonçant que la nuit prochaine, il la passera avec Cindy. Il comprend alors que la situation est arrangée depuis longtemps. Ensemble, ils passent une nuit étrange et intense, lors de laquelle Thelma, lui avoue son attirance et amour de longue date pour lui et qu'il n'avait pas suspecté ; ayant des règles abondantes, elle propose à Rabbit, ce qui est une première pour lui en matière de pratiques sexuelles, de pratiquer la sodomie. Rabbit découvre alors un « néant absolu » et insoupçonné. Le lendemain, Janice reçoit un appel de sa mère, paniquée, qui lui annonce que Nelson a quitté la maison depuis quelques jours sans donner de nouvelles. Elle décide d'un départ dans la journée même au grand dam de Rabbit qui espérait tant de la nuit à venir. Durant le retour, Janice est totalement décomposée malgré les paroles de Rabbit qui attribue cela à la fuite de leur fils. À sa demande, elle finit par lui avouer dans l'avion que l'expérience qu'elle a eu avec Webb a été formidable… À l'aéroport, Ma Springer leur annonce que Pru a mis au monde une petite fille, en bonne santé.
Rabbit de retour à Brewer décide une nouvelle fois d'aller rôder autour de la ferme Byer à Galilée pour apercevoir celle qui pense être sa fille. Cette fois ci, il ose aller frapper à la porte : Ruth lui ouvre, hostile, mais le laisse entrer. Elle a vieilli et énormément grossi ; veuve depuis quelques années, elle s'occupe seule de l'exploitation. Rabbit lui déclare qu'il croit que la jeune femme, qui s'appelle Annabelle, est sa fille et demande confirmation. Ruth dément fermement lui affirmant avoir finalement pratiqué un avortement 20 ans auparavant et qu'Annabelle est sa fille cadette âgée de 18 ans. « Sa » fille à elle. Rabbit, bien que non convaincu de ces déclarations, n'insiste pas, observant simplement les photos de la jeune femme qui lui est si ressemblante et, à son avis, plus âgée que les dires de Ruth… Rabbit et Janice emménagent dans leur nouvelle maison qu'ils ont acheté dans la partie chic de la ville. Nelson finalement a donné des nouvelles ; il se trouve dans l'Ohio avec Melanie et demande de l'argent pour s'inscrire pour sa dernière année de collège. Pru et lui ont décidé de prendre de la distance. Elle habite seule avec la grand-mère de son mari, finalement apaisée de se trouver à distance de la tension générée par Nelson, maternant sa petite fille.

## Éditions
- (en) Rabbit Is Rich, Alfred A. Knopf Publisher, 1981.
- Rabbit est riche, éditions Gallimard, 1983  (ISBN 978-2-07-026623-4).
- (en) Rabbit Angstrom, a Tetralogy, coll. « Everyman's Library », Alfred A. Knopf Publishers, 1995,  (ISBN 0-679-44459-9).